# Sege industriområde
Sege industriområde är ett industriområde i stadsdelen Kirseberg, Malmö.
Området ligger mellan Stockholmsvägen och Södra stambanan, väster om gränsen mot Burlövs kommun.
I området ligger bland annat SDS-huset, Sydsvenskans huvudkontor.